# Anisodes niveostilla
Anisodes niveostilla là một loài bướm đêm trong họ Geometridae.